# 중앙은행
중앙은행(中央銀行, 영어: central bank, reserve bank, national bank, monetary authority)은 화폐 발행 및 통화량 조절을 위해 운영되는 은행이다. 일반적으로 한 국가는 하나의 중앙은행을 갖고 자국의 화폐를 관리한다. 세계 최초의 중앙은행은 1668년 설립된 스웨덴 국립은행이며 대한민국은 1950년 설립된 한국은행이 있다.

## 개념
모든 국가는 주권을 가지며, 이 중에는 통화주권도 포함된다. 이는 즉 국가가 돈을 찍어내는 권한을 갖는다는 의미이다. 이에 따라 국가는 화폐를 발행하고 그 총량을 관리하는 권한을 가진 기관을 필요로 하는데, 형편에 따라 이를 상업은행에 위임하기도 하지만 대체로는 하나의 중앙은행을 두고 여기에 그 권한을 위임한다. 상업은행에 위임하는 경우는 특이한 경우로, 20세기 초의 미국 또는 현재의 홍콩이나 마카오 등이 여기 해당된다. 물론 이 경우도 중앙은행의 역할을 하는 기관은 존재한다.
중앙은행의 업무는 화폐를 발행하고 통화량을 조절하는 것 두가지로 요약할 수 있으며, 통화량 조절을 위해 기준금리 결정과 지급준비율을 결정할 수 있는 권한을 가진다. 일반적으로 중앙은행의 책무는 법으로 규정되며, 법 조항에는 중앙은행의 최우선 목표가 '물가관리' 또는 '인플레이션 방지'라고 명시되곤 한다. 이는 결국 경제 상황에 따라 적절히 통화량을 조절하는 것이 중앙은행의 책무라는 의미다.
중앙은행은 예금을 받거나 대출을 해주는 등 일반적으로 생각하는 은행의 업무를 하지 않는다. 일반적인 은행을 중앙은행과 대비하여 부르는 명칭은 시중은행, 또는 상업은행이다.

## 배경
본래 화폐는 여러 은행에서 자체적으로 발급하였으나, 화폐의 통일성이 없고 신뢰도가 떨어져 뱅크런(bank run) 등이 생기는 문제가 있어 오늘날에는 마카오와 홍콩을 제외한 모든 국가가 중앙은행을 두고 중앙은행 한곳에서 화폐를 발권하고 있다.
중앙은행이 화폐 발행 권한을 가진다고 해서 마음대로 돈을 찍어낼 수 있는 것은 아니다. 예를 들어 미국의 중앙은행에 해당하는 연방준비제도는 국채에 대해서만 새로운 돈을 찍어낼 수 있으며, 미국 정부는 돈을 찍어낼 수 있는 권한이 없고 국채를 발행하는 권한만 있다.

## 예외
금융시스템이 발달한 선진국에서는 예외적으로, 홍콩은 3개의 상업은행에서 지폐를 발행하는 특이한 케이스다. 그 이유는 정부의 무분별한 발권으로 인한 통화량 팽창을 막기 위한 것으로, 홍콩은 전통적으로 상업은행의 규모가 컸기 때문에 발권 권한을 상업은행에 위탁한 것이다.
홍콩에서 유통되는 지폐는 HSBC, 중국은행(Bank Of China), 스탠다드차타드은행(Standard Chartered Bank) 세곳에서 발행한다. 따라서 같은 액면권도 크기는 같으나 발행 기관별로 도안은 다르다.
그러나 발권 은행이 세 곳이라고 해서 중앙은행이 존재하지 않는다고 볼수는 없다. 이들 시중은행들이 홍콩달러를 발행하려면, 발행할 액수를 1 US달러당 7.8 홍콩달러의 고정 비율로 홍콩 금융관리국(HKMA, 홍콩 통화청)에 미리 지불해야 한다. 따라서 시중은행들은 발권력은 가지나 마음대로 돈을 찍어낼 수는 없다. 또한 홍콩 금융관리국이 화폐 총량을 관리하고 은행 규모를 감안해 발행 금액을 조정하므로, 홍콩에서는 홍콩 금융관리국이 실질적인 중앙은행의 역할을 한다고 볼 수 있다.

## 각국의 중앙은행

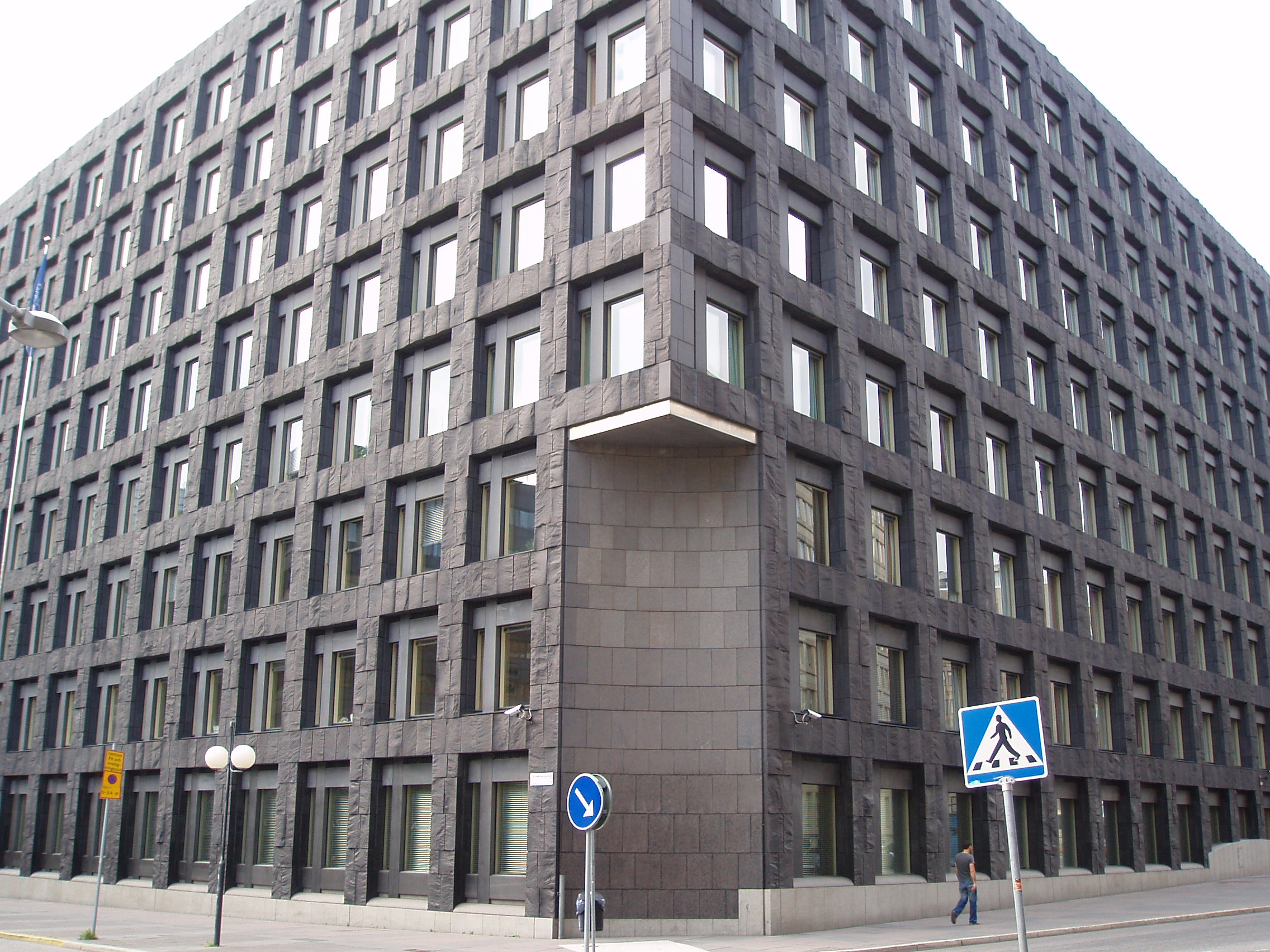
스웨덴 국립은행 본부. 1668년 설립된 세계 최초의 중앙은행이다.

### 아시아
- 대한민국 - 한국은행(韓國銀行, Bank of Korea, BOK)
- 조선민주주의인민공화국 - 조선민주주의인민공화국 중앙은행(朝鮮民主主義人民共和國中央銀行, Central Bank of the Democratic People's Republic of Korea)
- 일본 - 일본은행(日本銀行, Bank of Japan, BOJ)
- 태국 - 태국 은행(ธนาคารแห่งประเทศไทย, Bank of Thailand, BOT)
- 베트남 - 베트남 국가은행(gân hàng Nhà nước Việt Nam, State Bank of Vietnam, SBV)
- 중화인민공화국 - 중국인민은행(中国人民銀行, People's Bank of China, PBC)
  -  홍콩 - 홍콩 금융관리국(香港金融管理局, Hong Kong Monetary Authority, HKMA)
  -  마카오 - 마카오 금융관리국(澳門金融管理局, Monetary Authority of Macao, Autoridade Monetaria e Cambial de Macau, AMCM)
- 중화민국 - 중화민국 중앙은행(中華民國中央銀行, Central Bank of the Republic of China (Taiwan), CBC)

### 아메리카
- 미국 - 연방준비제도(Federal Reserve Bank, Fed): 중앙은행의 역할을 하고는 있지만 다른 나라들과 달리 국가 소유가 아닌 '민간상업은행'이다
- 캐나다 - 캐나다 은행(Bank of Canada, BOC)
- 콜롬비아 - 콜롬비아 공화국은행(Bank of the Republic)

### 유럽
- 유럽 - 유럽 중앙은행(European Central Bank, ECB)[6]
- 영국 - 잉글랜드 은행(Bank of England, BOE)
- 체코 - 체코 국립은행(Czech National Bank, CNB)
- 알바니아 - 알바니아 은행(Banka e Shqipërisë, Bank of Albania, BOA)
- 아르메니아 - 아르메니아 중앙은행(Հայաստանի Կենտրոնական Բանկ, Central Bank of Armenia, CBA)

### 대양주
- 오스트레일리아 - 오스트레일리아 준비은행(Reserve Bank of Australia)

### 아프리카
- 앙골라 - 앙골라 국립은행(National Bank of Angloa, NBA)

## 같이 보기
- 국제결제은행(BIS)
- SWIFT
- 글로벌 금융 시스템
- 중앙은행 디지털 화폐(CBDC)

## 참고 문헌
1. ↑  “달러는 ‘국가’가 ‘찍어내는 걸까?’, 미주경제 2014-08-23”. 2014년 11월 1일에 원본 문서에서 보존된 문서. 2014년 10월 31일에 확인함.
2. ↑  한국은행법 - 국가법령정보센터, 2014년 11월 1일 확인
3. ↑  벤 버냉키, 연방준비제도와 금융위기를 말하다, 벤 S. 버냉키, 미지북스, 2014-02-18
4. 1 2 3  “희한하네… 홍콩 지폐는 왜 3가지 버전일까, 서울경제 2014/10/21”. 2014년 10월 31일에 원본 문서에서 보존된 문서. 2014년 10월 31일에 확인함.
5. ↑  한국은행 경제교육 - 화폐이야기 보관됨 2016-03-04 - 웨이백 머신, 2014년 11월 1일 확인
6. ↑  유럽 연합 국가마다 대부분 명목상 중앙은행이 있지만, 유로화 사용 이후 대부분의 업무는 유럽 중앙은행으로 넘어갔다.